# Nowyj Uruch
Nowyj Uruch (ros. Новый Урух) – wieś w Rosji, w Osetii Północnej, w rejonie irafskim. W 2010 liczyła 495 mieszkańców.